# Kimberley Davies
Kimberley Davies (Ballarat, 20 februari 1973) is een Australisch actrice die wereldwijd vooral bekend werd voor haar rol van Annalise Hartman in de Australische soap Neighbours van 1993 tot 1996.

## Carrièreoverzicht
Na haar rol in Neighbours presenteerde Davies een Australische reeks getiteld Just Kidding!, waarin verborgencameragrappen werden uitgehaald met gewone burgers.
Davies verhuisde later naar de Verenigde Staten om daar een carrière uit te bouwen. Ze speelde de rol van Laura Sinclair in de soap Pacific Palisades. Ze had ook gastrollen in Ally McBeal, Friends en Early Edition, en speelde mee in films als Psycho Beach Party, The Next Best Thing, The Shrink Is In, Made en South Pacific. In 2005 keerde ze even terug in Neighbours voor de twintigste verjaardag van de soap.
Davies speelde ook de rol van Alura McCall in het James Bond-videospel Nightfire.